# Velling
Velling is een plaats in de Deense regio Midden-Jutland, gemeente Ringkøbing-Skjern, en telt 291 inwoners (2008).